# تجميعة الجينات

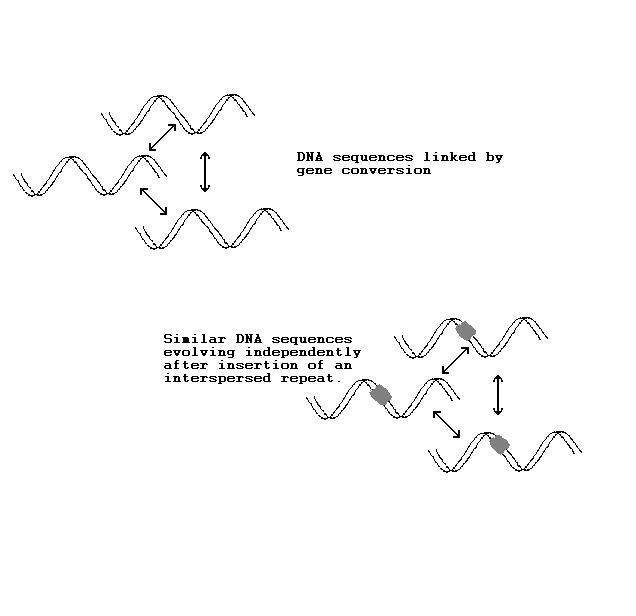
رسم يُظهر نموذجاً لتجميعات الجينات.

تجميعة الجينات (بالإنجليزية: Gene pool)‏ هي العدد الإجماليّ للأليلات التي يَتشاركها عدد من الجمهرة الذين يَنتمون إلى أحد الأنواع. ويُمكن أن تشير تجميعة الجينات إلى جين بعينه مثل جين لون الشعر، أو إلى خصائص نوع بأكمله. لدى تجميعات الجينات تأثيرات هامة على المخلوقات الحية، مثل أن الحيوانات التي تفتقر إلى هذه التجميعات تكون أقل قدرة على التكيف والبقاء.
بشكل عام، كلما كانت تجميعات الجينات أكبر كلما كان ذلك أفضل للأنواع. والسبب وراءَ هذا هو أن تجميعات الجينات تمثل التنوع، والتنوع الوراثيّ الأكبر يَعني زيادة أكثر في قدرة المخلوق على تحمل الظروف البيئية التي يَخضع لها. فعندما لا يَكون السكان متنوعين وراثياً يُمكن أن تقل صلاحيتهم أو أن يَتضخم عدد الأليلات السلبية عندهم، وهذا يُمكن أن يَكون خطيراً عليهم على المدى الطويل. فمثلاً من المرجح أن الأجيال المستقبلية عند نوع من الحيوانات يَملك العديد من أفراده أليلات تضعف عظام الساق ستصبح ضعيفة السيقان، بينما من المرجح ألا يَملك سكان آخرون متنوعون وراثياً سوى أفراد قليلين بمثل هذه الأليلات، وسيَكون عدد الأفراد في الأجيال المُستقبلية أقل أيضاً مما سيَكون عليه عند السكان قليلي التنوع.
يُمكن أن تؤثر بعض العوامل على حجم تجميعات الجينات، فالعدد الكليّ للمخلوقات الحية هو هام عموماً بمقدار ما هي العلاقات التي بين هذه المخلوقات. السبب وراء ذلك هو أنه كلما ازداد عدد المخلوقات ازدادت احتمالية تنوعها وراثياً، وكلما كانت العلاقات الوراثية بين الحيوانات كلما كانت إمكانية انتشار الأليلات السلبية نتيجة التوالد الداخلي أقل.

## الاستخدام الصناعيّ
تجميعات الجينات هامة صناعياً لعدد من الأسباب. فمثلاً في مزارع الدواجن تستهدف تجميعات الجينات الكبيرة أملاً بإعطاء أفراد معافين وعاليي الصحة من الحيوانات، خصوصاً في المزارع التي تربي حيوانات ذات عرق خالص، فهذه الحيوانات يُمكنها أن تظهر تكيفات ومُميزات إجابية جديدة إذا ما رُبيت بطريقة مُعينة. يَهتم المُحافظون على البيئة أيضاً بتجميعات الجينات، فأنواع الحيوانات المُهددة بالانقراض يُمكنها أن تصل إلى نقطة حرجة لا تستطيع بعدها النجاة بسبب تضاءل أعدادها وفقدانها لتنوعها الوراثيّ.
كثيراً ما يُستخدم ذباب الفاكهة أيضاً لعمل الأبحاث حول تجميعات الجينات، وذلك بسبب سرعة نموه وتكاثره الكبيرة.

## تاريخ
كان اختصاصي الوراثيات الروسي أليكساندر سيرجييفيتش سيريبروفسكي أول من شكّل مفهوم تجميعة الجينات في عشرينيات القرن العشرين، مُطلقاً عليه اسم (genofond) أي رصيد الجينات، ومن ثم استورد ثيودوسيوس دوبزانسكي هذا المصطلح من الاتحاد السوفييتي للولايات المتحدة الأمريكية، وترجمه للإنكليزية كـ(Gene pool) أي تجميعة الجينات.

## مصطلح تجميعة الجينات في تنسيل المحاصيل
اقترح كل من هارلان ودي ويت عام 1971 تصنيف كل محصول والنوع المتعلق به وفق تجميعات الجينات عوضاً عن التصنيف الرسمي.
1. تجميعة الجينات الأولية: ينتمي أفراد هذه الجينات للنوع ذاته، ويمكنهم التزاوج مع بعضهم بحرية، وكتب هارلان ودي ويت أن التعابر يكون سهلاً لدى أشكال هذه التجميعة من الجينات، وتكون الهجائن خصبة عموماً واقتران الصبغيات لديها جيد، كما يكون فصل الجينات طبيعياً تقريباً والنقل الجيني سهلاً عموماً.[4]
2. تجميعة الجينات الثانوية: يُصنّف أفراد هذه التجميعة غالباً كنوع مختلف عن نوع المحصول المدروس (التجميعة الجينية الأولية)، ولكن هذه الأنواع تكون على صلة قريبة من بعضها وتنتج بعض الهجائن الخصبة على الأقل، وكما هو متوقع من أفراد الأنواع المختلفة، توجد بعض الحواجز الإنجابية بين أفراد التجميعات الجينية الأولية والثانوية:
  - قد تكون الهجائن ضعيفة
  - قد تكون الهجائن عقيمة جزئياً
  - يكون اقتران الصبغيات ضعيفاً أو معدوماً
  - قد يكون استرداد الأنماط الظاهرية المرغوبة صعباً في الأجيال اللاحقة
  - لكن تُصبح تجميعة الجينات متاحة للاستخدام إذا كان مربّي النباتات أو اختصاصي الوراثيات مستعداً لبذل الجهد المطلوب.[4]
3. تجميعة الجينات الثالثية: يكون أفراد هذه التجميعة على صلة أبعد بأفراد التجميعة الجينية الأولية، ويمكن أن يتزاوجوا من بعضهم، ولكن النقل الجيني بينهم يبقى مستحيلاً دون استخدام إجراءات راديكالية متطرفة،[4] مثل:
  - زرع الجنين (وهو نمط من زرع الأعضاء النباتية)
  - تعدد الصيغة الصبغية المحرَّض (مضاعفة الصبغيات)
  - التعابر المجتسر (كالتعابر مع أفراد التجميعة الجينية الثانوية)

## مراكز تجميعات الجينات
يشير مصطلح مراكز تجميعات الجينات لمساحات على الأرض نشأت منها محاصيل نباتية وحيوانات أليفة مهمة، وتشمل مجالاً استثنائياً من النظراء البريين لأنواع النباتات المزروعة والاستوائية المفيدة، كما تتضمن مراكز تجميعات الجينات أنواعاً مختلفة شبه استوائية وغيرها مما يعيش في المناطق الحارّة.